# Virginia Slims of Chicago 1988
Virginia Slims of Chicago 1988 — жіночий тенісний турнір, що проходив на закритих кортах з килимовим покриттям UIC Pavilion у Чикаго (штат Іллінойс, США). Належав до турнірів 4-ї категорії в рамках Туру WTA 1988. Відбувсь усімнадцяте і тривав з 7 листопада до 13 листопада 1988 року. Перша сіяна Мартіна Навратілова здобула титул в одиночному розряді, свій третій підряд і дев'ятий загалом на цьому турнірі, й отримала 50 тис. доларів США.

## Фінальна частина

### Одиночний розряд
Мартіна Навратілова —  Кріс Еверт 6–2, 6–2
- Для Навратілової це був 9-й титул в одиночному розряді за сезон і 138-й — за кар'єру.

### Парний розряд
Лорі Макніл /  Бетсі Нагелсен —  Лариса Савченко /  Наташа Звєрєва 6–4, 3–6, 6–4
- Для Макніл це був 8-й титул за сезон і 18-й — за кар'єру. Для Нагелсен це був 2-й титул за сезон і 18-й — за кар'єру.